# Robbie Koenig
Robbie Koenig, né le 5 juillet 1971 à Durban, est un ancien joueur de tennis professionnel sud-africain.
Il a été demi-finaliste en double à l'US Open 1998.

## Biographie
À cinq ans, il commence le tennis avec son frère aîné Carl et son oncle Gaetan Koenig qui a joué la Coupe Davis pour l'Afrique du Sud dans les années 1960 ainsi qu'à Wimbledon en simple en (1957, 1960) et à Roland-Garros en simple (1957, 1960) et en mixte (1960),. Son père Jacques est né à l'île Maurice. Robbie Koenig est aujourd'hui le principal commentateur des tournois Masters 1000 pour la chaîne américaine Tennis Channel et sur Supersport chez lui en Afrique du Sud où il commente cette fois les tournois du Grand Chelem, on le surnomme là-bas « la voix du tennis ». Il commente également sur Fox Sports en Australie et Star Sports en Asie.

## Carrière
Demi-finaliste de l'US Open 1998 avec de John-Laffnie de Jager en double et aussi trois fois en quart. En 1996 il bat Adrian Voinea no 45 mondial. En 2002 et 2003 il joue trois double qu'il remporte en Coupe Davis.

## Palmarès

### Titres en double messieurs
| No | Date       | Nom et lieu du tournoi               | Catégorie   | Dotation  | Surface      | Partenaire       | Finalistes                       | Score          |          |
| -- | ---------- | ------------------------------------ | ----------- | --------- | ------------ | ---------------- | -------------------------------- | -------------- | -------- |
| 1  | 22-07-2002 | Generali Open Kitzbühel              | Series Gold | 855 000 $ | Terre (ext.) | Thomas Shimada   | Lucas Arnold Ker Àlex Corretja   | 7-63, 6-4      | Parcours |
| 2  | 09-09-2002 | President's Cup Tachkent             | Int' Series | 525 000 $ | Dur (ext.)   | David Adams      | Raemon Sluiter Martin Verkerk    | 6-2, 7-5       |          |
| 3  | 06-01-2003 | Heineken Open Auckland               | Int' Series | 322 000 $ | Dur (ext.)   | David Adams      | Tomáš Cibulec Leoš Friedl        | 7-65, 3-6, 6-3 | Parcours |
| 4  | 18-08-2003 | TD Waterhouse Cup Long Island        | Int' Series | 355 000 $ | Dur (ext.)   | Martín Rodríguez | Martin Damm Cyril Suk            | 6-3, 7-64      |          |
| 5  | 16-08-2004 | Legg Mason Tennis Classic Washington | Int' Series | 475 000 $ | Dur (ext.)   | Chris Haggard    | Travis Parrott Dmitri Toursounov | 7-63, 6-1      | Parcours |

### Finales en double messieurs
| No | Date       | Nom et lieu du tournoi                           | Catégorie   | Dotation  | Surface      | Vainqueurs                       | Partenaire            | Score            |          |
| -- | ---------- | ------------------------------------------------ | ----------- | --------- | ------------ | -------------------------------- | --------------------- | ---------------- | -------- |
| 1  | 17-05-1999 | International Raiffeisen Grand Prix Sankt Pölten | Int' Series | 400 000 $ | Terre (ext.) | Andrew Florent Andreï Olhovskiy  | Brent Haygarth        | 5-7, 6-4, 7-5    |          |
| 2  | 07-02-2000 | Dubai Open Dubaï                                 | Int' Series | 975 000 $ | Dur (ext.)   | Jiří Novák David Rikl            | Peter Tramacchi       | 6-2, 7-5         | Parcours |
| 3  | 11-09-2000 | President’s Cup Tachkent                         | Int' Series | 500 000 $ | Dur (ext.)   | Justin Gimelstob Scott Humphries | Marius Barnard        | 6-3, 6-2         |          |
| 4  | 17-09-2001 | Heineken Open Shanghai                           | Int' Series | 375 000 $ | Dur (ext.)   | Thomas Shimada Byron Black       | John-Laffnie de Jager | 6-2, 3-6, 7-5    |          |
| 5  | 25-02-2002 | Siebel Open San José                             | Int' Series | 375 000 $ | Dur (int.)   | Wayne Black Kevin Ullyett        | John-Laffnie de Jager | 6-3, 4-6, [10-5] | Parcours |
| 6  | 21-04-2003 | Open Seat Godó Barcelone                         | Series Gold | 900 000 $ | Terre (ext.) | Bob Bryan Mike Bryan             | Chris Haggard         | 6-4, 6-3         | Parcours |

## Parcours enGrand Chelem

### En simple
N'a jamais participé à un tableau final.

### En double
| Année | Open d'Australie               | Open d'Australie           | Internationaux de France      | Internationaux de France | Wimbledon                        | Wimbledon                  | US Open                      | US Open                  |
| ----- | ------------------------------ | -------------------------- | ----------------------------- | ------------------------ | -------------------------------- | -------------------------- | ---------------------------- | ------------------------ |
| 1997  | —                              | —                          | —                             | —                        | 1er tour (1/32) A. Rueb          | T. Kronemann D. Macpherson | 1/4 de finale J.-L. de Jager | I. Kafelnikov D. Vacek   |
| 1998  | 1/8 de finale J.-L. de Jager   | T. Woodbridge M. Woodforde | 2e tour (1/16) J.-L. de Jager | J. Grabb D. Macpherson   | 1/8 de finale J.-L. de Jager     | T. Woodbridge M. Woodforde | 1/2 finale J.-L. de Jager    | M. Knowles D. Nestor     |
| 1999  | —                              | —                          | 1er tour (1/32) N. Broad      | E. Ferreira R. Leach     | 1/8 de finale N. Broad           | O. Delaitre F. Santoro     | 1er tour (1/32) B. Coupe     | J. Gimelstob R. Reneberg |
| 2000  | 2e tour (1/16) P. Tramacchi    | B. Ellwood M. Tebbutt      | —                             | —                        | 2e tour (1/16) A. Olhovskiy      | D. Adams J.-L. de Jager    | 1/8 de finale M. Barnard     | P. Haarhuis S. Stolle    |
| 2001  | 1er tour (1/32) S. Aspelin     | C. Haggard T. Vanhoudt     | 2e tour (1/16) M. Kohlmann    | W. Black K. Ullyett      | 1er tour (1/32) M. Sprengelmeyer | M. Mirnyi V. Voltchkov     | 1/4 de finale J.-L. de Jager | D. Johnson J. Palmer     |
| 2002  | 1er tour (1/32) J.-L. de Jager | D. Adams J. Tarango        | 1er tour (1/32) T. Shimada    | M. Bhupathi M. Mirnyi    | 2e tour (1/16) B. Black          | B. MacPhie N. Zimonjić     | 1/8 de finale D. Prinosil    | D. Johnson J. Palmer     |
| 2003  | 2e tour (1/16) D. Adams        | A. Portas T. Robredo       | 2e tour (1/16) C. Haggard     | F. López D. Sanguinetti  | 1er tour (1/32) C. Haggard       | G. Lapentti N. Lapentti    | 2e tour (1/16) P. Pála       | S. Prieto J. Thomas      |
| 2004  | 1/8 de finale P. Pála          | B. Bryan M. Bryan          | 2e tour (1/16) M. Bertolini   | M. Llodra F. Santoro     | 1er tour (1/32) M. Bertolini     | T. Johansson J. Landsberg  | 1/4 de finale T. Parrott     | R. Nadal T. Robredo      |
| 2005  | 2e tour (1/16) C. Haggard      | W. Black K. Ullyett        | 2e tour (1/16) A. Martín      | J. Björkman M. Mirnyi    | 1er tour (1/32) S. Prieto        | M. Knowles M. Llodra       | 1/8 de finale T. Johansson   | W. Black K. Ullyett      |

N.B. : le nom du ou de la partenaire se trouve sous le résultat ; le nom des ultimes adversaires se trouve à droite.

### En double mixte
| Année | Open d'Australie | Open d'Australie | Internationaux de France | Internationaux de France | Wimbledon              | Wimbledon                        | US Open                | US Open                      |
| ----- | ---------------- | ---------------- | ------------------------ | ------------------------ | ---------------------- | -------------------------------- | ---------------------- | ---------------------------- |
| 2002  |                  |                  |                          |                          | 1/2 finale Els Callens | Daniela Hantuchová Kevin Ullyett | 1/2 finale Els Callens | Katarina Srebotnik Bob Bryan |

N.B. : le nom de la partenaire se trouve sous le résultat ; le nom des ultimes adversaires se trouve à droite.

## Participation aux Masters

### En double
| Année | Ville     | Surface  | Partenaire            | Résultats | Résultat final    |
| ----- | --------- | -------- | --------------------- | --------- | ----------------- |
| 2001  | Bangalore | Dur ext. | John-Laffnie de Jager | 0v, 3d    | Éliminé en poules |